# Dimitri Cavaré
Dimitri Kevin Cavaré (* 5. Februar 1995 in Pointe-à-Pitre) ist ein französischer Fußballspieler aus Guadeloupe.

## Karriere

### Verein
Cavaré begann das Fußballspielen bei AS Nénuphars. Es folgten Cactus Sainte-Anne und der Rekordmeister CS Moulien aus dem französischen Übersee-Département Guadeloupe, bevor er 2010 auf das Festland zum Zweitligisten RC Lens wechselte. Am 25. Mai 2013 (34. Spieltag) gab er sein Debüt für die zweite Mannschaft in der National 2, der vierthöchsten französischen Spielklasse, als er beim 0:0 gegen den FC Chambly in der 60. Minute für Corenthyn Lavie eingewechselt wurde. Bis Saisonende kam er zu sechs Einsätzen für die zweite Mannschaft. In der folgenden Spielzeit 2013/14 spielte er 17-mal in der vierten Liga. Zudem debütierte er am 17. August 2013 (3. Spieltag) beim 4:1 gegen den AJ Auxerre in der Ligue 2, der zweithöchsten französischen Spielklasse, für die erste Mannschaft, als er in der 60. Minute für Jean-Philippe Gbamin in die Partie kam. Dies blieb sein einziger Einsatz für die erste Mannschaft in dieser Saison; das Team stieg zur folgenden Spielzeit in die Ligue 1, die höchste französische Liga, auf.
2014/15 avancierte er zum Stammspieler der ersten Mannschaft. Am 24. August 2014 gab er beim 1:0 gegen Olympique Lyon sein Debüt in der Ligue 1, als er in der 79. Minute für Wylan Cyprien eingewechselt wurde. Bis Saisonende absolvierte er 20 Spiele in der Ligue 1 und jeweils eine Partie im Pokal und Ligapokal, RC Lens schied in beiden Wettbewerben nach dem ersten Spiel aus. In der Liga stieg der Aufsteiger als Letzter direkt wieder ab.
2015/16 schloss er sich dem Erstligisten Stade Rennes an; bis zum Ende der Spielzeit kam er zu drei Partien für die zweite Mannschaft in der National 3, der fünfthöchsten französischen Spielklasse, und stieg zu Saisonende in die National 2 auf. 2016/17 folgten neun weitere Partien für die zweite Mannschaft, zwei Spiele für die erste Mannschaft in der Ligue 1, eine Partie im Pokal und zwei im Ligapokal. Zur Saison 2017/18 wechselte Cavaré zum englischen Zweitlisten FC Barnsley. Sein Debüt in der EFL Championship, der zweithöchsten englischen Liga, gab er am 1. Januar 2018 (26. Spieltag) beim 1:0 gegen den AFC Sunderland, als er in der Startelf stand. Bis Saisonende absolvierte er neun Spiele in der Liga, wobei er ein Tor erzielte, sowie eine Partie im FA Cup. In der Liga stieg Barnsley als 22. in die dritte Liga ab.
2018/19 spielte er in 41 von 46 Drittligaspielen und schoss dabei zwei Tore; am Ende stieg die Mannschaft als Zweiter direkt wieder in die Championship auf. Zudem absolvierte Cavaré zwei Spiele im FA Cup und eine Partie im EFL Cup.
2019/20 kam er bis November 2019 zu elf Einsätzen in der Championship. Im Februar 2020 unterschrieb er einen Vertrag beim Schweizer Erstligisten FC Sion. Er debütierte in der Super League, der höchsten Schweizer Spielklasse, am 20. Juni desselben Jahres (24. Spieltag), als er beim 1:2 gegen den FC St. Gallen in der 71. Minute für  Quentin Maceiras eingewechselt wurde. Bis Saisonende kam er zu drei Spielen in der Super League. 2020/21 folgten sieben Partien in der höchsten Schweizer Liga, wobei er ein Tor erzielte, sowie sieben Spiele für die zweite Mannschaft in der drittklassigen Promotion League. In der anschließenden Barrage der ersten Mannschaft, für die sich das Team als Neunter qualifiziert hatte, erreichte man nach Hin- und Rückspiel mit insgesamt 6:4 Toren den Klassenerhalt.

### Nationalmannschaft
Cavaré absolvierte im Oktober 2014 zwei Freundschaftsspiele für die französische U-20-Nationalmannschaft, wobei er ein Tor schoss. Am 8. Juni 2018 spielte er beim 0:2 im Freundschaftsspiel gegen Französisch-Guayana erstmals für die Fußballnationalmannschaft von Guadeloupe.

## Erfolge
RC Lens
- Aufstieg in die Ligue 1: 2013/14

FC Barnsley
- Aufstieg in die EFL Championship: 2018/19